# بیکوه
بیکوه، روستایی از توابع بخش جره و بالاده شهرستان کازرون در استان فارس ایران است. این روستا در 2 کیلومتر والاشهر واقع شده است. این روستا دارای امکاناتی مانند مدرسه،استخر،پارک،چمن مصنوعی،مسجد،سالن چند منظوره برای جشن و عذاداری، و همچنین یکی از سرسبز ترین روستاهای بخش جره و بالاده میباشد؛

## جمعیت
این روستا در دهستان جره قرار دارد و براساس سرشماری مرکز آمار ایران در سال ۱۳۸۵، جمعیت آن ۵۳۴ نفر (۱۰۹خانوار) بوده‌است.